# كريستيان كلارك
كريستيان كلارك (بالإنجليزية: Christian Clark)‏ هو عارض وممثل أسترالي، ولد في 15 سبتمبر 1979 في أستراليا.

## وصلات خارجية
- كريستيان كلارك على موقع IMDb (الإنجليزية)
- كريستيان كلارك على موقع قاعدة بيانات الفيلم (الإنجليزية)